# Гордана Дракић
Гордана Дракић (Нови Сад, 1974) ванредни је професор Правног факултета Универзитета у Новом Саду.

## Образовање
Дипломирала је на Правном факултету у Новом Саду 1999. године. Магистрирала је 2003. године на Правном факултету у Новом Саду на тему Судство на подручју Војводине у периоду од 1918. до 1929. године. Докторску дисертацију Аграрно законодавство у Краљевини Срба, Хрвата и Словенаца (Краљевини Југославији) и његова примена на територији надлежности Апелационог суда у Новом Саду одбранила је 2009, такође на Правном факултету у Новом Саду. За асистента је изабрана 2004, а за доцента 2010. године. Проф. Дракић је у звање ванредног професора изабрана 2015, а 2020. у звање редовног професора.
Ради усавршавања немачког језика боравила је на Универзитету Passau 2003. и на Баухаус Универзитету у Вајмару 2004. године. Била је на студијском боравку на Правном факултету Универзитета Friedrich Schiller у Јени (Немачка) у својству стипендисте Coimbra Group Scheme 2004. године.
Говори енглески и немачки језик.

## Радна места
Током 1999. и 2000. године радила је као судијски приправник у Општинском суду у Новом Саду. Универзитетску каријеру започела је 2000. године када је на Правном факултету у Новом Саду изабрана за асистента-приправника. Од школске 2010/2011. године изводи наставу из наставног предмета Историја државе и права II на основним студијама и наставног предмета Историја политичких и правних институција Војводине на дипломским академским (мастер) студијама. Од 2000. до 2004. године била је секретар Катедре за Историју државе и права. Од 2016. године је шеф Катедре за Историју државе и права на Правном факултету у Новом Саду.

## Чланство у организацијама и телима
Члан Савета Правног факултета у Новом Саду од 2013. године, у другом мандату.

## Научни рад
Област научног интересовања: правни поредак, законодавна делатност и правосуђе у Краљевини Срба, Хрвата и Словенаца/Краљевини Југославији, правно нормирање и спровођење аграрне реформе у међуратној југословенској држави.
Објавила је 20 научних и стручних радова.

## Изабрана библиографија

### Научни радови
1. Drakić, Gordana (2011). „The Legal System of the Kindom of Serbs, Croat, and Slovenes and its Main Characteristic”. Historical Legal Systems and European Integration, Bratislava, Comenius University in Bratislava: 333—340.
2. Drakić, Gordana (2013). „Unifikacija krivičnog prava u Kraljevini Srba, Hrvata i Slovenaca”. [[Harmonizacija srpskog i mađarskog prava sa pravom Evropske unije : tematski zbornik = A szerb és magyar jog harmonizációja az Európai Unió jogával : tematikus tanulmánykötet = Harmonisation of Serbian und Hungarian Law with the European Union Law : thematic collection papers / [glavni i odgovorni urednik Ranko Keča], Novi Sad, Pravni fakultet, Centar za izdavačku delatnost]]: 587—598.
3. Drakić, Gordana (2014). „O privrednim prilikama i uređenju agrarnih odnosa u Kraljevini Srba, Hrvata i Slovenaca”. [[Harmonizacija srpskog i mađarskog prava sa pravom Evropske unije : tematski zbornik. 2. knj. = A szerb és magyar jog harmonizációja az Európai Unió jogával : tematikus tanulmánykötet. 2. köt. = Harmonisation of Serbian und Hungarian law with the European Union law : thematic collection of papers. vol. 2 / [glavni i odgovorni urednik Ranko Keča], Novi Sad, Pravni fakultet, Centar za izdavačku delatnost]]: 539—548.
4. Drakić, Gordana (2015). „O unifikaciji građanskog prava u Kraljevini Srba, Hrvata i Slovenaca”. Зборник радова Правног факултета у Новом Саду: 461—471.
5. Drakić, Gordana (2017). „O advokaturi u međuratnoj jugoslovenskoj državi”. [[Harmonizacija srpskog i mađarskog prava sa pravom Evropske unije : tematski zbornik. Knj. 5 = A szerb és a magyar jog harmonizációja az Európai Unió jogával : tematikus tanulmánykötet. 5. köt. = Harmonisation of Serbian and Hungarian law with the European Union law : thematic collection of papers. Vol. 5 / [glavni i odgovorni urednik Ljubomir Stajić], Novi Sad, Pravni fakultet, Centar za izdavačku delatnost]]: 367—378.
6. Drakić, Gordana (2014). „Sprovođenje agrarne reforme u Kraljevini Srba, Hrvata i Slovenaca na primeru velikog poseda stranog državljanina”. Anali Pravnog fakulteta u Beogradu. br. 2/2014: 146—162.
7. Drakić, Dragiša; Drakić, Gordana (2015). „Sistem mera bezbednosti u našem krivičnom pravu - kroz istoriju i danas (pozitivno recenziran, prihvaćen za objavljivanje)”. Teme. br. 4/2015: 1399—1416.
8. Drakić, Dragiša; Lončar, Zoran; Drakić, Gordana (2016). „Pravni poredak i sloboda pojedinaca”. Srpska politička misao. 51 br. 1/2016: 155—168.
9. Дракић, Гордана; Станковић, Урош (2017). „Локална самоуправа у Краљевини Срба, Хрвата и Словенаца”. Зборник радова Правног факултета у Новом Саду. 51 br. 4/2017: 1485—1503. Архивирано из оригинала 30. 10. 2018. г. Приступљено 29. 10. 2018.
10. Drakić, Gordana (2006). „Organizacija sudova na području Vojvodine od 1918. do 1929. godine”. Arhivski anali. 1. Savetovanje arhivskih radnika Vojvodine , Novi Sad: Društvo arhivskih radnika Vojvodine, 7-8 Decembar, 2006. 4 br. 4/2006: 104—114.
11. Drakić, Gordana (2012). „Građansko pravo na vojvođanskom pravnom području u Kraljevini Srba, Hrvata i Slovenaca”. 1. Međunarodni naučni skup "Harmonizacija građanskog prava u regionu" , Istočno Sarajevo: Pravni fakultet Univerziteta u Istočnom Sarajevu, 26 Oktobar, 2012: 107—118.
12. Drakić, Gordana (2014). „Šestojanuarska diktatura i pravna država”. 1. Međunarodni naučni skup "Vladavina prava i pravna država u regionu", Pale: Univerzitet u Istočnom Sarajevu, Pravni fakultet: 780—792.
13. Сич, Магдолна; Дракић, Гордана; Кулаузов, Маша; Деретић, Наташа; Станковић, Урош (2017). „Поједини аспекти заштите животне средине и биополитике кроз историју и данас”. [[Правни аспекти биомедицине и заштите животне средине : зборник радова / [главни и одговорни уредник Слободан Орловић], Нови Сад, Правни факултет, Центар за издавачку делатност]]: 117—130.
14. Drakić, Gordana (2003). „Razvoj visokog školstva u Srbiji u periodu 1838-1905. godine”. Pravni život. 52 br. 12/2003: 1043—1052.
15. Drakić, Gordana (2004). „Kongresi pravnika u jugoslovenskoj državi između dva svetska rata”. Pravni život. 53 br. 12/2004: 1243—1252.
16. Дракић, Гордана (2011). „Судске инстанце на подручју Војводине од 1918. до 1929. године”. Зборник радова Правног факултета у Новом Саду. 45 br. 2/2011: 265—276. Архивирано из оригинала 30. 10. 2018. г. Приступљено 29. 10. 2018.
17. Дракић, Гордана (2011). „Прекид трудноће према Кривичном законику Краљевине Југославије и пројектима који су претходили”. Зборник радова Правног факултета у Новом Саду. 45 br. 3/2011, Том 2: 533—542. Архивирано из оригинала 30. 10. 2018. г. Приступљено 29. 10. 2018.
18. Дракић, Гордана (2012). „О ставу Демократске странке у Краљевини Срба, Хрвата и Словенаца према аграрној реформи”. Зборник радова Правног факултета у Новом Саду. 46 br. 2/2012: 261—268. Архивирано из оригинала 30. 10. 2018. г. Приступљено 29. 10. 2018.
19. Дракић, Гордана (2012). „Спровођење аграрне реформе у Краљевини Срба, Хрвата и Словенаца на подручју Војводине на примеру поседа средње величине”. Зборник радова Правног факултета у Новом Саду. 46 br. 3/2012: 271—283. Архивирано из оригинала 30. 10. 2018. г. Приступљено 29. 10. 2018.
20. Дракић, Гордана (2013). „Одељење Б. Касационог суда у Новом Саду (1920–1941)”. Зборник радова Правног факултета у Новом Саду. 47 br. 2/2013: 367—383. Архивирано из оригинала 30. 10. 2018. г. Приступљено 29. 10. 2018.
21. Дракић, Гордана (2013). „Правни положај ванбрачне деце према прописима важећим на војвођанском правном подручју у Краљевини Срба, Хрвата и Словенаца”. Зборник радова Правног факултета у Новом Саду. 47 br. 4/2013: 217—227. Архивирано из оригинала 30. 10. 2018. г. Приступљено 29. 10. 2018.
22. Дракић, Гордана (2014). „Нормативно уређење уставнове јавног бележништва у Краљевини Срба, Хрвата и Словенаца (Краљевини Југославији)”. Зборник радова Правног факултета у Новом Саду. 48 br. 4/2014: 201—215. Архивирано из оригинала 30. 10. 2018. г. Приступљено 29. 10. 2018.
23. Дракић, Гордана (2015). „Активности Одсека за народно здравље Народне управе за Банат, Бачку и Барању на унапређењу јавног здравља”. Зборник радова Правног факултета у Новом Саду. 49 br. 3/2015: 1135—1147. Архивирано из оригинала 30. 10. 2018. г. Приступљено 29. 10. 2018.
24. Дракић, Гордана (2015). „Улога и значај Одсека за унутрашње послове Народне управе за Банат, Бачку и Барању”. Зборник радова Правног факултета у Новом Саду. 49 br. 4/2015: 1681—1694. Архивирано из оригинала 30. 10. 2018. г. Приступљено 29. 10. 2018.
25. Дракић, Гордана; Станковић, Урош (2016). „Живот и дело Павла Шероглића (1800-1857); Први део: скица за биографију првог критичара Српског грађанског законика”. Зборник радова Правног факултета у Новом Саду. 50 br. 4/2016: 1213—1229. Архивирано из оригинала 30. 10. 2018. г. Приступљено 29. 10. 2018.
26. Дракић, Гордана (2003). „Судови на подручју Војводине и проблеми у њиховом раду у првих десет година постојања Краљевине Срба, Хрвата и Словенаца”. Зборник радова Правног факултета у Новом Саду. 37 br. 3/2003: 311—318.
27. Дракић, Гордана (2003). „Судска власт на подручју Војводине од 1918. до 1919. године”. Зборник радова Правног факултета у Новом Саду. 37 br. 1-3/2003: 371—378.
28. Дракић, Гордана (2004). „Правни партикуларизам у Краљевини Срба, Хрвата и Словенаца и рад на његовом превазилажењу”. Зборник радова Правног факултета у Новом Саду. 38 br. 3/2004: 399—415.
29. Дракић, Гордана (2005). „Адвокатура на подручју Војводине 1929-1941”. Гласник Адвокатске коморе Војводине. 77 br. 4/2005: 186—204.
30. Дракић, Гордана (2006). „Органи спровођења аграрне реформе у Краљевини Срба, Хрвата и Словенаца”. Зборник радова Правног факултета у Новом Саду. 40 br. 2/2006: 43—52.
31. Дракић, Гордана (2006). „Почетак спровођења аграрне реформе у Краљевини Срба, Хрвата и Словенаца”. Зборник радова Правног факултета у Новом Саду. 40 br. 1/2006: 103—114.
32. Дракић, Гордана (2009). „Судска власт и стање у судовима на подручју Војводине 1920-1921. године”. Зборник радова Правног факултета у Новом Саду. 43 br. 1/2009: 189—202.
33. Дракић, Гордана (2009). „О ставу Радикалне странке у Краљевини Срба, Хрвата и Словенаца”. Зборник радова Правног факултета у Новом Саду. 43 br. 3/2009: 283—298.
34. Дракић, Гордана (2008). „Формирање правног система у међуратној југословенској држави”. Зборник радова Правног факултета у Новом Саду. 42 br. 1-2/2008: 645—655.
35. Дракић, Гордана (2008). „Колонозација у међуратној југословенској држави”. Зборник радова Правног факултета у Новом Саду. 42 br. 3/2008: 265—278.
36. Дракић, Гордана (2016). „Аграрна реформа у Краљевини Срба, Хрвата и Словенаца – одабране теме”. 1. Научни скуп "Заштита животне средине и право", Нови Сад: Правни факултет, 3. новембар, 2016: 49—49.
37. Drakić, Gordana (2014). „O stanju početka sprovođenja agrarne reforme u Kraljevini Srba, Hrvata i Slovenaca”. 4. Naučni skup sa međunarodnim učešćem "Pravo i društvena stvarnost", Kosovska Mitrovica: Pravni fakultet u Prištini sa privremenim sedištem u Kosovskoj Mitrovici, 24 Jun, 2014: 225—233.
38. Drakić, Gordana (2015). „Reforma krivičnog zakonodavstva u međuratnoj jugoslovenskoj državi”. 1. Naučni skup "Dvadeset godina dejtonskog mirovnog sporazuma", Pale: Pravni fakultet, 24 Oktobar, 2015: 111—111.
39. Дракић, Гордана (2015). „Биополитика у Краљевини Срба, Хрвата и Словенаца – Одабране теме”. 1. Научни скуп "Биомедицина, заштита животне средине и право", Нови Сад: Правни факултет, 23. новембар, 2015: 23—24.
40. Дракић, Гордана (2016). „Стварање и примена права у Краљевини Срба, Хрвата и Словенаца (Краљевини Југославији) : теоријски и практични проблеми”. Нови Сад: Правни факултет, 11. јануар, 2016: 113—115.
41. Дракић, Гордана; Станковић, Урош (2018). „Локална самоуправа у Краљевини Срба, Хрвата и Словенаца”. 1. Научни скуп "Правна традиција и нови правни изазови", Нови Сад: Правни факултет, 12. фебруар, 2018: 87—88.